# 齋王

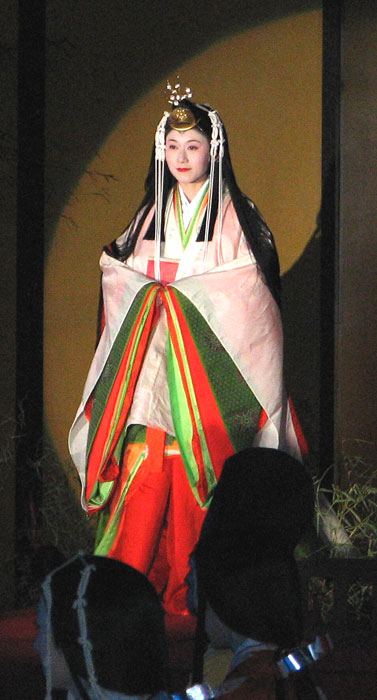
齋王的衣著

齋王，又稱齋皇女，是指在伊勢神宮和賀茂神社出任巫女的未婚內親王和女王，她們代表日本皇室侍奉天照大神。

## 歷史
日本由皇族女性出任齋王的傳說自古已存在，但有文獻為證的齋王制度則是天武天皇在平定壬申之亂後制定。這制度持續了約660年，一直到南北朝時伊勢神宮第75代齋王祥子內親王為止，其間有60位以上的日本皇族女性曾擔任齋王。这种制度類似卑弥呼时代。

## 制度
齋王由占卦選定。一般而言由內親王出任伊勢齋宮，而賀茂齋院則大多由女王擔任，偶有女王擔任伊勢齋宮一職則視為一種榮耀。
不論是伊勢齋宮或賀茂齋院的任職人選，都由伊勢神宮和賀茂神社神官，在現任齋王退職交接之際聽取神諭所卜定的。不過造假的情況也很多，通常出身不高或較不受寵的后妃所出的皇女，比較有機會被卜定為齋王。獲選為齋王的皇女，需在宮中的初齋院和京郊潔齋所齋戒沐浴，至第3年秋天（通常在9月份）出發到伊勢神宮就任。她們穿著平安時代盛行、類似中國唐代裝束，並會依風俗黑齒。
在正式的場合這種身為巫女的內親王被稱為「齋內親王」，身為巫女的女王被稱為「齋王」、「齋女王」；一般場合則統稱「齋王」。於伊勢神宮出仕的齋王又稱「齋宮」，由古代一直延續至南北朝。任職於賀茂神社的齋王又稱「齋院」，由平安時代一直繼續到鎌倉時代。
在天皇崩御、退位或齋王本人的近親去世時，或自身犯下大錯（通常都是在職期間私通被發現）方可退任，但也有部分齋王是以身體虛弱辭退此職。雖然齋王退任後仍可婚嫁（如田形皇女），但在任期間身心都必須獻與神明，絕對不可涉及戀愛情事。曾有皇女在任職期間被誣告和他人有染，例如稚足姬皇女就為了表明自身清白而自殺。
賀茂神社的傳統葵祭，在齋王奉仕的時代是由齋王本人主持的。這傳統一直由室町時代、江戶時代延續下來。二次大戰後葵祭曾三次斷絕，1953年恢復，1956年以後的葵祭一般以平民中的未婚女姓代替齋王主祭，稱為齋王代。

## 一覧
- 第01代　豊鋤入姬命
- 第02代　倭姬命
- 第03代　五百野皇女
- 第04代　伊和志真皇女
- 第05代　稚足姬皇女
- 第06代　荳角皇女
- 第07代　磐隅皇女
- 第08代　菟道皇女
- 第09代　酢香手姬皇女
- 第10代　大來皇女
- 第11代　多紀皇女
- 第12代　泉內親王
- 第13代　田形內親王
- 第14代　智努女王
- 第15代　圓方女王
- 第16代　久勢女王
- 第17代　井上內親王
- 第18代　縣女王
- 第19代　小宅女王
- 第20代　阿倍內親王
- 第21代　酒人內親王
- 第22代　淨庭女王
- 第23代　朝原內親王
- 第24代　布勢內親王
- 第25代　大原內親王
- 第26代　仁子內親王
- 第27代　氏子內親王
- 第28代　宣子女王
- 第29代　久子內親王
- 第30代　晏子內親王
- 第31代　恬子內親王
- 第32代　識子內親王
- 第33代　揭子內親王
- 第34代　繁子內親王
- 第35代　元子內親王
- 第36代　柔子內親王
- 第37代　雅子內親王
- 第38代　齊子內親王
- 第39代　徽子女王
- 第40代　英子內親王
- 第41代　悅子女王
- 第42代　樂子內親王
- 第43代　輔子內親王
- 第44代　隆子女王
- 第45代　規子內親王
- 第46代　濟子女王
- 第47代　恭子女王
- 第48代　當子內親王
- 第49代　嫥子女王
- 第50代　良子內親王
- 第51代　嘉子內親王
- 第52代　敬子女王
- 第53代　俊子內親王
- 第54代　淳子女王
- 第55代　媞子內親王
- 第56代　善子內親王
- 第57代　姰子內親王
- 第58代　守子女王
- 第59代　妍子內親王
- 第60代　喜子內親王
- 第61代　亮子內親王
- 第62代　好子內親王
- 第63代　休子內親王
- 第64代　惇子內親王
- 第65代　功子內親王
- 第66代　潔子內親王
- 第67代　肅子內親王
- 第68代　熙子內親王
- 第69代　利子內親王
- 第70代　昱子內親王
- 第71代　曦子內親王
- 第72代　榿子內親王
- 第73代　獎子內親王
- 第74代　懽子內親王
- 第75代　祥子內親王

## 外部連結
- 王朝ロマン絵巻（日語）
- 齋宮歷史博物館 （页面存档备份，存于）（日語）